# Velichovky
Velichovky är en ort i Tjeckien.   Den ligger i regionen Hradec Králové, i den centrala delen av landet, 100 km öster om huvudstaden Prag. Velichovky ligger 305 meter över havet och antalet invånare är 753.
Terrängen runt Velichovky är platt. Runt Velichovky är det ganska tätbefolkat, med 86 invånare per kvadratkilometer. Närmaste större samhälle är Hradec Králové, 16,4 km söder om Velichovky. Trakten runt Velichovky består till största delen av jordbruksmark.